# Slotervaart (quartier)
Slotervaart est un quartier de la ville d'Amsterdam, aux Pays-Bas. Il a été développé dans le cadre du Plan général d'élargissement conçu en 1934, adopté par la municipalité en 1935 et lancé en 1939. Il constitue l'une des Westelijke Tuinsteden (« cités-jardins de l'ouest ») de l'arrondissement de Nieuw-West. Son nom provient de l'ancien lac de Slootervaart qui s'y trouvait avant d'être quasiment entièrement asséché au moment des travaux de construction des cités-jardins. Sa construction s'est étalée entre 1954 et 1960 et ses premiers habitants y ont emménagé le 19 octobre 1955. 
Lors de la mise en place des arrondissements par la ville en 1990, il fut rattaché à Slotervaart/Overtoomse Veld avant la création de Nieuw-West en 2010. 